# Новачешти (Прахова)
Новачешти (рум. Novăcești) насеље је у Румунији у округу Прахова у општини Флорешти. Oпштина се налази на надморској висини од 319 m.

## Становништво
Према подацима из 2002. године у насељу је живело 752 становника, од којих су сви румунске националности.